# Zappa (programme d'échecs)
Pour les articles homonymes, voir Zappa (homonymie).
Zappa est un programme d'échecs développé par Anthony Cozzie.
Son nom n'est pas un hommage au guitariste Frank Zappa mais fait référence à une réplique du film Austin Powers 2 : L'Espion qui m'a tirée.
Le programme a été développé sur le thème de l'utilisation optimale de plusieurs processeurs.
En juillet 2005 Zappa gagne un  match contre Jaan Ehlvest (3/4). Le mois suivant il remporte le Championnat du monde d'échecs des ordinateurs à Reykjavik sur le score sans appel de 10.5/11.
En 2006, Zappa est commercialisé par Chessbase sous le nom de Zap!Chess avec l'interface de Fritz. Le logiciel comporte 2 modules, Zap!Chess Reykjavik et Zap!Chess Paderborn. Un troisième module, Zap!chess Zanzibar, qui se veut l'ultime version du programme, est disponible via une mise à jour.
Anthony Cozzie est contacté pour jouer un match en 10 parties contre Rybka lors du Championnat du monde d'échecs 2007 en septembre à Mexico. Après quelques modifications mineures, Zappa Mexico est disponible sur shredderchess.com avant le match, qu'il remporte sur le score de 5.5/10.
Zappa a un style de jeu très offensif. Il n'hésite pas à faire ce qui peut s'apparenter à des sacrifices spéculatifs. Mais il n'était (en 2006) réellement performant que sur des ordinateurs ayant au minimum 4 processeurs et un système d'exploitation 64 bits.
En tournoi officiel, Zappa n'a jamais perdu de parties que contre Rybka.

## Rondo
Le programme Zappa est maintenant développé par Zach Wegner, qui a réécrit la totalité du code source. Ce programme, sous le nom de Rondo, a fini deuxième derrière Rybka lors du 18e championnat du monde d'échecs des ordinateurs (WCCC) et deuxième derrière Shredder à la première édition du championnat du monde des programmes d'échecs (WCSC, les programmes utilisent le même Hardware.), qui se sont tous deux déroulés à Kanazawa en 2010.
Après une enquête approfondie par l'International Computer Games Association (ICGA) au sujet de Rybka, qui était classé 1er de 2007 à 2010, ce programme a été déchu de ses titres, pour des raisons de plagiat des programmes Crafty et Fruit (information du 29 juin 2011). Rondo est donc désormais considéré vainqueur du championnat du monde d'échecs des ordinateurs.
Rondo est pour l'instant un programme privé.